# Pierre Aboulker
Pour les articles homonymes, voir Aboulker.
Le Professeur Pierre Aboulker, né le 1er novembre 1906 à Alger, en Algérie française, et mort le 24 mai 1976 à Paris, en France, est un urologue français. 
Connu pour ses travaux en matière de technique chirurgicale, il forma toute une génération d'urologues français et étrangers, dont les plus connus sont Ady Steg, Bernard Debré, Émile Benassayag,  Laurent Boccon-Gibod, Maurice Adjiman. En avril 1964, il opéra en particulier le général de Gaulle à l'hôpital Cochin à Paris.

## Biographie
Né le 1er novembre 1906 à Alger, Pierre Aboulker est le fils du Dr Charles Aboulker, chirurgien de l'Hôpital civil et médecin des pauvres, et de Claire Litardi. Une rue d'Alger, proche de leur domicile de la rue Bab-Azoun, portera le nom de Charles Aboulker après la Libération.
La famille Aboulker (patronyme qui signifie Père du bien en français), dont on retrouve des traces à Alger depuis le XVe siècle, était l'une des grandes familles juives algéroises. Elle donna de grands rabbins comme celui d'Alger, Isaac Aboulker, décapité en 1815 sur ordre du Dey d'Alger, des hommes politiques locaux, des résistants comme José Aboulker, compagnon de la Libération, et des médecins réputés, comme le Dr Moïse Aboulker, l'un des premiers juifs d'Algérie à faire ses études de médecine en France, qui fut distingué par Clemenceau .
Second d'une fratrie de trois garçons, avec Raphaël l'aîné, également médecin et Stéphane le cadet qui deviendra journaliste, Pierre, après avoir hésité à préparer la rue d'Ulm en compagnie de Jean-Paul Sartre et Paul Nizan, s'oriente vers la médecine. Successivement interne des hôpitaux d'Alger puis de Paris en 1930, il intègre le service d'Henri Mondor qui lui enseigne l'amour de la vérité, la recherche de la perfection et l'obsession de la pureté. Par la suite, Pierre Aboulker rejoint le service de Robert Gouverneur qui le nomme au Prosectorat, à l'Admissibilité puis au Bureau central. Il fréquente alors le professeur Rouvière, Gaston Cordier, Paul Moure, Pierre Duval, Robert Proust, Pierre Brocq, Antoine Laporte, Jacques Caroli, Julien Marie, Roger Couvelaire, Jean Patel.
Pendant la Seconde Guerre mondiale, il est fait prisonnier à Épinal avec son unité de soins, il est libéré grâce au soutien efficace de Jean Roux-Delimal. Pendant l'Occupation, Mademoiselle Gauthier-Villars, Sylvain Blondin et Georges Wolfromm le soutiennent de leur amitié et de leur foi en la victoire.
Le 1er août 1947, il épouse la pianiste Pauline Gordon (1910-2000) qu'il a rencontrée chez Gurdjieff et Madame de Saltzman. De leur union, naissent deux enfants : Emmanuel et Claire.
Il meurt à Paris le 24 mai 1976. Il est inhumé au cimetière parisien de Bagneux. Un amphithéâtre porte son nom à l'hôpital Cochin de Paris.

## Carrière

### Carrière hospitalo-universitaire
Chirurgien des hôpitaux en 1943, il est nommé à l'Agrégation puis élu par la suite à l'Académie de chirurgie, Pierre Aboulker devient chef de service d'urologie à l'Assistance publique - Hôpitaux de Paris, successivement à l'Hôpital Saint-Louis (1952), à l'Hôpital Lariboisière (1958) puis à l'Hôpital Cochin (1961).
En 1963, Pierre Aboulker est élu à l'Académie de Médecine de Paris à la chaire de clinique chirurgicale, chargé de l'enseignement clinique de la sémiologie.

### Carrière privée
- Chirurgien de la Clinique Ambroise Paré de Neuilly-sur-Seine
- Chirurgien de l'Hôpital américain de Paris à Neuilly-sur-Seine
- En 1957, il fonde la Société française de Médecine psychosomatique avec Léon Chertok et Michel Sapir. Sapir, Chertok et Aboulker ont également fondé en 1959 la Revue de médecine psychosomatique, devenue en 1995 Champ psychosomatique.

### Travaux et Publications
- La Relaxation, aspects théoriques et pratiques avec Léon Chertok et Michel Sapir 1959
- Applications de la médecine psychosomatique, avec Léon Chertok et Michel Sapir 1960
- Leçon inaugurale lors de l'élection à l'Académie de médecine, 1963
- Progrès en Urologie, Ed. Flammarion, 1967
- Techniques chirurgicales courantes en urologie, avec Laurent Boccond-Gibod et Christian Ollier, Ed. Flammarion, 1974
- Nombreux articles parus dans des revues médicales françaises et étrangères

## Décorations
- Commandeur de la Légion d'honneur[réf. nécessaire]
- Commandeur de l'ordre national du Mérite[réf. nécessaire]